# Рева Ігор Едуардович
Рева Ігор Едуардович (н. 22.03.1991, Полтава, УРСР) – український військовослужбовець, офіцер, капітан (з березня 2024), проджект-менеджер застосунку «Резерв+», заступник начальника Київської міської військової адміністрації (з травня 2025-го).

## Біографія

### Ранні роки
Ігор Рева народився в Полтаві, навчався у місцевій гімназії №31, звідки згодом перейшов до школи №8, яку закінчив у 2008 році з відзнакою. У шкільні роки був учасником олімпіад та Малої академії наук. 2008 року переміг на Всеукраїнському етапі Малої академії наук, за що отримав Президентську стипендію.
Протягом 2008-2013 років навчався у Полтавському національному технічному університеті мені Юрія Кондратюка на спеціальності «фінанси і банківська справа», який закінчив із відзнакою.
Протягом 2008-2011 років Ігор грав у КВК в команді «Опа-на». 2010 року Реву обрали головою студентського самоврядування університету, у 2011 році – головою Студентської ради Полтави, у 2012 році він став заступником Голови Всеукраїнської студентської ради (студентський мер Полтави). З 2012 року очолював профспілковий комітет студентів та аспірантів при ПолНТУ. У 2013-му році вступив на навчання в аспірантуру за напрямом «економічна безпека», а також викладав дисципліни «Фінансовий менеджмент» та «Фінансовий аналіз».
У 2015 році звільнився з університету та почав підприємницьку діяльність, займався організацією івентів, створенням відео. 2016 року з братом Олексієм Ревою переїхав до Києва, де брати нетривалий час брали участь у комедійному проєкті «Мамахихотала», зокрема, Ігор працював сценаристом. У 2013-2019 роках був учасником шоу «Розсміши коміка», «Говорить Україна», «Ліга сміху». З 2017 року грав на позиції захисника у ФК «Маестро».

### Військові служба
25 лютого 2022-го року Ігор Рева разом з братом Олексієм мобілізувалися до Збройних сил України. Протягом перших місяців повномасштабної війни брати служили в Полтавському обласному територіальному центрі комплектування та соціальної підтримки, де допомагали формувати нові підрозділи. За кілька місяців Ігор перевівся до 47-ї окремої механізованої бригади «Магура», в складі якої пройшов навчання в Німеччині.
2023 року Рева брав участь у весняному контрнаступі ЗСУ на Запорізькому напрямку. Разом з братом, вони займалися цифровізацією обліку особового складу. У жовтні 2023 року Ігоря перевели до ІТ-сектору Міністерства оборони України, де він став проектним менеджером застосунку «Резерв+», займався його створенням і впровадженням у вжиток.
Влітку 2024 року Ігор перевівся до спецпідрозділу Головного управління розвідки, де створив Патронатну службу, що займається супроводом поранених бійців, членів родин загиблих та зниклих безвісти захисників.
У травні 2025 року Ігоря було призначено заступником начальника Київської міської військової адміністрації, він замінив на цій посаді Миколу Поворозника.

## Родина
- Дружина – Рева Ольга Олександрівна, одружилися 2015 року.
- Син – Рева Крістіан Ігорович (2019 р.н.)
- Брат-близнюк Рева Олексій Едуардович
- Мати Рева Ірина Анатоліївна, вчитель історії і права